# Горен град (Солун)
Солунският горен град или Ано поли (на гръцки: Άνω Πόλη) е старата част на Солун и се намира около градския акрополис на север от центъра. Кварталът е известен с добре запазените си византийски и османски сгради и урбанистични планове, както и като център на солунските поети, интелектуалци и бохеми.
Горният град е една от най-традиционните части на Солун. За сметка на останалата част от града запазва традиционната си архитектура, която в останалата част на града е в голяма степен унищожена при Солунския пожар от 1917 година. В него се намират малки павирани улици, стари площади и къщи с традиционна възрожденска и османска архитектура. Ано поли е най-високата част на града и е доминирана от градските стени на акрополиса Еди куле. Освен това в него се намират византийските църкви „Свети Илия“, „Свети Николай Сирак“, „Свети Архангели“, „Света Екатерина“, манастирът Влатадес, както и Византийската баня, Музей „Ататюрк“ и Аладжа Имарет джамия.
През Османския период на владеене на града Горния град е главния квартал за мюсюлманите и турците, докато гърци, българи, западноевропейци и евреи живеят под него и около пристанището.
При ясни дни от Горния град се вижда планината Олимп на около 80 km разстояние през залива.

## Галерия
- Улица „Теофилос“
- Чешмата „Чинари“
- Кафене Узери „Чинари“
- Улица „Иродотос“